# Heliophanus verus
Heliophanus verus är en spindelart som beskrevs av Wesolowska 1986. Heliophanus verus ingår i släktet Heliophanus och familjen hoppspindlar. Inga underarter finns listade i Catalogue of Life.